# Heliamphora heterodoxa
Heliamphora heterodoxa ist eine Pflanzenart aus der Gattung der Sumpfkrüge (Heliamphora) in der Familie der Schlauchpflanzengewächse (Sarraceniaceae). Diese präkarnivore Pflanze gedeiht auf den Tepuis, den Tafelbergen Südamerikas.

## Beschreibung
Heliamphora heterodoxa wächst als ausdauernde krautige Pflanze und erreicht Wuchshöhen von bis zu 30 cm. Die Blätter sind zu tütenförmigen Fallgruben umgewandelt. Etwa auf halber Höhe der Blätter befindet sich eine Einschnürung.

## Systematik
Heliamphora heterodoxa wurde 1951 von Julian Alfred Steyermark erstbeschrieben.
Es sind Varietäten und Formen von Heliamphora heterodoxa bekannt und beschrieben, manche Autoren sehen darin auch eigenständige Arten:
- Heliamphora heterodoxa Maguire & Steyerm. var. exappendiculata
- Heliamphora heterodoxa f. glabella Steyerm.
- Heliamphora heterodoxa f. glabra Steyerm.

## Vorkommen
Heliamphora heterodoxa lebt wie alle Heliamphora-Arten auf den Tepuis, den Tafelbergen Südamerikas. Sie wächst im Bundesstaat Bolivar im Süden Venezuelas auf dem Auyan-Tepui auf Höhenlagen oberhalb von 2000 Meter. Die Varietäten von Heliamphora heterodoxa findet man auf den angrenzenden Tafelbergen, wie dem Ptari-Tepui, Chimanta-Tepui, Churi-Tepui und dem Mt. Serra do Sol.
Man findet sie in sonnigen Lagen bevorzugt in dauerfeuchten Pflanzenpolstern.